# Harald Kolasch
Harald Kolasch (Scharnstein, 14 november 1939) is een Oostenrijkse componist, dirigent, trompettist, arrangeur en ambtenaar. Voor bepaalde werken gebruikte hij de pseudoniemen: Anthony Kosko, Mike Costello, Alex Töning.

## Levensloop
Kolasch kreeg al op negenjarige leeftijd vioolles. In 1957 werd hij lid van de Militaire muziekkapel van de Oostenrijkse deelstaat Opper-Oostenrijk (Militärmusik Oberösterreich) en musiceerde onder leiding van de toenmalige kapelmeester Rudolf Zeman. Gedurende zijn periode binnen de militaire muziekdienst studeerde hij trompet, contrabas en piano en muziektheorie bij Helmut Schiff aan de Anton Bruckner Privatuniversität Linz of het Brucknerconservatorium, zoals het toen nog heette. Na zijn militaire dienst werkte hij als ambtenaar bij de administratie van de hoofdstad van Opper-Oostenrijk in Linz (Magistrat Linz). Hij werd lid van de muziekkapel van het Magistrat Linz en dirigent van het dansorkest binnen deze muziekkapel. Soms werkte hij ook in het theaterorkest van Linz, in het orkest van het studio Linz van de ORF en als trompettist in het blaasorkest van het studio Linz van de ORF. Met een amusementsorkest maakte hij concertreizen door Duitsland, België, Frankrijk en de Verenigde Staten. 
Als componist werkt hij van het begin van de zeventiger jaren van de vorige eeuw. Hij schrijft vooral voor blaasmuziek, maar ook vocale en kamermuziek. In 1983 won hij tijdens een compositiewedstrijd van de Europese Radio-unie in Brussel een vierde prijs met Träume im Herbst (Dromen in de herfst). Sinds 1995 is hij als componist en arrangeur een vrije medewerker bij de ORF en opnameleider voor radio- en cd-opnames.

## Composities

### Werken voor harmonieorkest
- 1976: - Happy Sound
- 1976: - Happy New's
- 1978: - Happy Brass Time I
- 1978: - Happy Brass Time II
- 1982: - Drei und drei, polka voor 3 trompetten, 3 trombones en harmonieorkest
- 1983: - Träume im Herbst (Dromen in de herfst), intermezzo voor dwarsfluit en harmonieorkest
- 1986: - Changing Moods, voor tenorsaxofoon en harmonieorkest
  1. Feeling
  2. Latin
  3. Swinging
- 1987: - Bataillon-Garde-Marsch Nr. 1
- 1987: - Jovanka Polka
- 1987: - Latin American fever, samba selectie
- 1987: - Moldaufahrt, polka
- 1987: - Spatzenfest, voor 3 trompetten en harmonieorkest
- 1987: - Sweet Bugle, voor bugel en harmonieorkest
- 1988: - A Conversation for Dixie and Brass
- 1989: - Bossa Nova Forever
- 1990: - Das totale Zabadak
- 1990: - Mit Knüller und Rabbatz...
- 1991: - Sentimental Moon, rumba
- 1992: - Fix und Foxi, voor 2 baritons en harmonieorkest
- 1992: - Romantic Trombone, voor trombone en harmonieorkest
- 1993: - Happy Dixie Time
- 1994: - German Air (Variaties over "Muss i denn..."), voor tuba en harmonieorkest
- 1995: - Trombones of Jericho, voor 3 of 4 trombones en harmonieorkest
- 1996: - Blue Jive
- 1996: - Solemnity (Eine festliche Fanfare)
- 1996: - Stadlmusikanten spielen heut' für euch auf
- 2002: - Folk Pop in Brass
- Air Force Band
- Am Nockherberg
- Auf ins Böhmerland
- Beschwingte Trompeten, voor 2 trompetten en harmonieorkest
- Böhmische Spielleut
- Böhmischer Parademarsch
- Freunde fürs Leben
- Freundschaftsmelodie
- Grenzenlos
- Heut gehn wir tanzen
- Jana-Polka
- Klarinetten-Express, voor klarinet en harmonieorkest
- Musikanten-Freundschaft[1]
- Papa Loco's Cocktail
- Purzelbäume
- Suite, voor tenorsaxofoon en harmonieorkest
- Trompeten-Gold Interplay, voor 3 trompetten en harmonieorkest

### Kamermuziek
- Amore per te, rumba voor instrumentaal ensemble